# سورة الشرح
سُورَةُ الشَّرح أو الاِنْشِرَاح، سميت بذلك لافتتاحها بالخبر عن شرح صدر النبي ﷺ، وهي سورة مكية، من المفصل، آياتها 8، وترتيبها في المصحف 94، في الجزء الثلاثين، بدأت بأسلوب استفهام ﴿أَلَمْ نَشْرَحْ لَكَ صَدْرَكَ ۝١﴾ [الشرح:1]، ولم يُذكر فيها لفظ الجلالة، نزلت بعد سورة الضحى، ومن أهم ما ورد في مناسبتها لما قبلها، أن سورة الضحى من أولها إلى آخرها خطاب للنبي ﷺ، وكذلك سورة الشرح، وفي هذا دليل على تكامل سور القرآن مع بعضها، ومن أهم مقاصدها تسكين نفس الرسول وتبشيره بأن دعوته سوف تأتي ثمارها، ومن أهم موضوعاتها: أنواع اليسر من الله للنبي ﷺ، وهي شرح الصدر، ووضع الوزر، ورفع الذكر.

## التعريف بالسورة وسبب التسمية

### التعريف بالسورة
هذه السورة تذكير للنبي ﷺ بآلاء الله ونعمه عليه، كما ذكر المفسرون، ومنهم الطبري في تفسيره؛ حيث يقول: " يقول تعالى ذكره لنبيه محمد ﷺ، مذكِّره آلاءه عنده، وإحسانه إليه، حاضا له بذلك على شكره، على ما أنعم عليه، ليستوجب بذلك المزيد منه: (أَلَمْ نَشْرَحْ لَكَ) يا محمد، للهدى والإيمان بالله ومعرفة الحقّ (صَدْرِكَ) فنلِّين لك قلبك، ونجعله وعاء للحكمة.
ومعنى كلمة (الشرح): قال ابن عثيمين: "(الشرح)، شرح معنوي ليس شرحاً حسيًّا، وشرح الصدر أن يكون متسعاً لحكم الله  بنوعيه، حكم الله الشرعي وهو الدين، وحكم الله القدري وهو المصائب التي تحدث على الإنسان؛ وذلك لأن الشرع فيه مخالفة للهوى فيجد الإنسان ثقلاً في تنفيذ أوامر الله، وثقلاً في اجتناب محارم الله، لأنه مخالف لهوى النفس، والنفس الأمارة بالسوء لا تنشرح لأوامر الله ولا لنواهيه.
ووجه نسبة الشرح إلى الصدر: لأنه لما كان محلاً لأحوال النفس، ومخزناً لسرائرها من العلوم والإدراكات، والملكات، والإرادات وغيرها؛ عبر بشرحه عن توسيع دائرة تصرفات النفس بتأييدها بالقوة القدسية، والكمالات الإلهية، وعن ابن عباس وجماعة أنه إشارة إلى شق صدره الشريف في صباه وقد وقع هذا الشق على ما في بعض الأخبار، وهو عند مرضعته حليمة السعدية، وقد ذكر ذلك كثير من المفسرين.
وقال أبو حيان: شرح الصدر: تنويره بالحكمة وتوسيعه لتلقي ما يوحى إليه، وهو قول الجمهور، والأولى العموم لهذا ولغيره من مقاساة الدعاء إلى اللَّه  وحده، واحتمال المكاره من إذاية الكفار، والأكثرون على أن الشرح أمر معنوي.

### سبب التسمية
سورة (الشرح)، سميت في معظم التفاسير وفي صحيح البخاري وجامع الترمذي سورة (ألم نشرح)، وسميت في بعض التفاسير سورة (الشرح)، ومثله في بعض المصاحف المشرقية تسميةً بمصدر الفعل الواقع فيها من قوله تعالى: ﴿أَلَمْ نَشْرَحْ لَكَ صَدْرَكَ ۝١﴾ [الشرح:1]، وفي بعض التفاسير تسميتها سورة (الانشراح).
وسبب التسمية بهذا الاسم (الشرح)، أو (الانشراح)، أو (أَلَمْ نَشْرَحْ)؛ لافتتاحها بالخبر عن شرح صدر النبي ﷺ أي تنويره بالهدى والإيمان والحكمة، وجعله فسيحاً رحيباً واسعاً، كقوله تعالى: ﴿فَمَنْ يُرِدِ اللَّهُ أَنْ يَهدِيَهُ يَشْرَحْ صَدْرَهُ لِلْإِسْلَامِ﴾ [الأنعام:125].

## عدد آيات السورة وكلماتها وحروفها
عدد آيات سورة الشرح (ثمان آيات) في جميع العدد، وليس فيها خلاف.
عدد كلماتها: (سبع وعشرون كلمة).
عدد حروفها: (مائة وثلاثة أحرف).

## مكان نزول السورة
نزلت سورة (الشرح) في مكة، كما ذكرت كتب التفاسير، معتمدةً على أقوال الصحابة، ويمكن القول أن الروايات التي ذكرت مكان نزول سورة (الشرح) تنحصر في روايتين، الأولى عن ابن عباس، والثانية عن عائشة، وقد ذكر القنوجي الروايتين، فقال: هي مكية بلا خلاف، فعن عائشة قالت: نزلت سورة ألم نشرح بمكة، ومثله عن ابن عباس، وزاد بعد الضحى، وفي التفسير البياني للقرآن لعائشة الشاطئ: "نزلت سورة (الشرح) مباشرة بعد (الضحى) التي جاءت على فترة من الوحي، وكأنّها تكملة لسورة الضحى، ففيها مظاهر الرعاية والعناية الإلهية، وفيها البشرى باليسر والفرج: ألم نفسح صدرك لهذه الدعوة ونيّسر لك أمرها؟ ﴿وَوَضَعْنَا عَنْكَ وِزْرَكَ ۝٢ الَّذِي أَنْقَضَ ظَهْرَكَ ۝٣﴾ [الشرح:2–3]: ووضعنا عنك عبئك الذي أثقل ظهرك حتى كاد يحطمه من ثقله، وضعناه عنك بشرح صدرك له فخفّ وهان، وبتيسيرك وتوفيقك للدعوة ومداخل القلوب...، وتنتهي سورة الشرح كما انتهت سورة الضحى، وقد تركت في النفس شعور ممزوج بعظمة الود الحبيب الجليل، الذي ينسم على روح الرسول، من ربّه الودود الرحيم، والشعور بالعطف على شخصه ﷺ.

## ترتيب السورة
ترتيبها في من حيث النزول: عُدَّت (الثانية عشرة) في عداد نزول السور، نزلت بعد سورة الضحى بالاتفاق وقبل سورة العصر.
ترتيبها في المصحف الشريف: فهي السورة (الرابعة والتسعون)، قبل سورة التين وبعد سورة الضحى.

## ما ورد في سبب نزول السورة
ذُكر في أسباب النزول سبب واحد فقط، وذلك في قوله تعالى: ﴿فَإِنَّ مَعَ الْعُسْرِ يُسْرًا ۝٥ إِنَّ مَعَ الْعُسْرِ يُسْرًا ۝٦﴾ [الشرح:5–6]، لما عيَّر المشركون المسلمين بالفقر، قال السمعاني: "وفي التفسير أن المشركين عيروا النبي وأصحابه، وقالوا: لو شئت جمعنا لك شيئا من المال لترجع عن هذا القول، فأكربه ذلك، فأنزل الله هذه الآية، وروى الحاكم عن عائذ بن شريح، قال: سمعت أنس بن مالك ، يقول: كان رسول الله ﷺ وبحياله جحر فقال: «لو جاء العسر فدخل هذا الجحر لجاء اليسر فدخل عليه فأخرجه» قال: فأنزل الله : ﴿فَإِنَّ مَعَ الْعُسْرِ يُسْرًا ۝٥ إِنَّ مَعَ الْعُسْرِ يُسْرًا ۝٦﴾ [الشرح:5–6].

## فضائل وخصائص السورة

### فضائل السورة
لم نقف على نصّ صحيح صريح عن النبي ﷺ في فضل سورة (الشرح)، ووردت بعض الآثار عن بعض الأئمة والصالحين من أنه من داوم على قراءة سورة الشرح زالت عنه الهم والغم والفزع، وأنها تيسر الرزق، وتشرح الصدر، وتذهب العسر، إلى غير ذلك مما هو متحصل في جميع آي القرآن.

### خصائص السورة
لقد اختصت سورة (الشرح) عن غيرها بعدد من الخصائص، أهمها ما يلي:
1. إن ترتيبها من حيث النزول موافق لترتيبها في المصحف، فترتيبها من حيث النزول جاء بعد سورة الضحى، وكذلك ترتيبها في المصحف.[1]
2. أنها شديدة الاتصال بسورة الضحى، حتى أنه روي عن طاوس وعمر بن عبد العزيز أنهما كانا يقولان هما سورة واحدة، وكانا يقرآنهما في الركعة الواحدة، وما كانا يفصلان بينهما ببسم الله الرحمن الرحيم.[17]
3. اختصاصها باتصال حرفي الضاد والظاء في قوله تعالى: {أنقض ظهرك}، ففيها اتصال حرفي الضاد والظاء وهما متقاربا المخرجن فربما يحصل من النطق بهما شيء من الثقل على اللسان، ولكنه لا ينافي الفصاحة، إذ لا يبلغ مبلغ ما يسمى بتنافر الكلمات، بل مثله مغتفر في كلام الفصحاء.[18]
4. ومن خصائص سورة (الشرح) أن معناها من معنى السورة التي قبلها سورة الضحى، وحاصل السورتين تعداد نعمه على نبيه.[1]

## مناسبتها السورة لما قبلها وبعدها

### مناسبة سورة الشرح لما قبلها
1. سورة (الشرح) شديدة الاتصال بما قبلها، أي: بسورة (الضحى)، حتى إنه روي عن طاوس وعمر بن عبد العزيز أنهما كانا يقولان: إنهما سورة واحدة، كما ذكرنا، وقال الآلوسي: والحق أنهما متصلتان معنى مع كونهما سورتين يفصل بينهما بالبسملة، ويدل على شدة اتصالهما ما في حديث الإسراء الذي أخرجه ابن أبي حاتم أن الله تعالى قال لرسوله ﷺ: يا محمد ألم أجدك يتيما فآويت وضالا فهديت، وعائلا فأغنيت، وشرحت لك صدرك، حططت عنك وزرك، ورفعت لك ذكرك، ولا أذكر إلا ذكرت معي .. إلى آخره، والجمع بينهما في الحديث يدل دلالة قوية على ما بينهما من تناسب،[9] وقال الزحيلي في التفسير المنير: "هي شديدة الاتصال بسورة الضحى، لتناسبهما في الجمل والموضوع لأن فيهما تعداد نعم اللَّه  على نبيه ﷺ، مع تطمينه وحثه على العمل والشكر، حيث قال في السورة السابقة: {أَلَمْ يَجِدْكَ يَتِيماً فَآوى}..، وأضاف هنا وعطف: ﴿أَلَمْ نَشْرَحْ لَكَ صَدْرَكَ ۝١﴾.[19]
2. لما أمر الله نبيه ﷺ آخر الضحى بالتحديث بنعمته التي أنعمها عليه فصلها في هذه السورة فقال مثبتاً لها في استفهام إنكاري مبالغة في إثباتها عند من ينكرها والتقرير بها مقدماً المنة بالشرح في صورته قبل الإعلام بالمغفرة كما فعل ذلك في سورة الفتح الذي هو نتيجة الشرح، لتكون البشارة بالإكرام أولاً لافتاً القول إلى مظهر العظمة تعظيماً للشرح، {ألم نشرح} أي شرحاً يليق بعظمتنا{لك} أي خاصة.[20]

### مناسبة سورة الشرح لما بعدها
وبين سورة (الشرح) وما بعدها أكثر من مناسبة، أهمها:
1. لما ذكر  في سورة (ألم نشرح) حال رسول الله ﷺ وهو أكمل النوع الإنساني بالاتفاق، بل أكمل خلق الله على الإطلاق، ذكر في سورة (التين) حال النوع الإنساني بعامة وما ينتهي إليه أمره، وما أعده  لمن آمن منه بذلك الفرد الأكمل، ناسب أن يقرن بينهما.[9]
2. لما ختمت سورة «الانشراح» بالدعوة إلى الكد والنصب، في الحياة الدنيا، ليبني الإنسان بذلك دار مقامه في الآخرة، ويعمرها بما يساق إليه فيها من نعيم الله ورضوانه؛ بدئت سورة «التين» بهذه الأقسام من الله ، لتقرير حقيقة الإنسان وتذكيره بوجوده، وأن الله  خلقه في أحسن تقويم، وأودع فيه القوى التي تمكّن له من الاحتفاظ بهذه الصورة الكريمة، وأن يبلغ أعلى المنازل عند الله، ولكن ميل الإنسان إلى حب العاجلة، قد أغراه باقتطاف الذات الدانية له من دنياه، دون أن يلتفت إلى الآخرة، أو يعمل لها، فردّ إلى أسفل سافلين.. وقليل هم أولئك الذين عرفوا قدر أنفسهم، فعلوا بها عن هذا الأفق الضيق، ونظروا إلى ما وراء هذه الدنيا.[21]

## مقاصد السورة
1. الغرض من هذه السورة تثبيت ﷺ وإيناسه أيضاً، فهي توافق سورة الضحى في الغرض المقصود منها، ولهذا ذكرت بعدها.[14]
2. تأكيد المولى  للناس في كل زمان ومكان، أن اليسر يعقب العسر لا محالة، والفرج يأتى بعد الضيق، فعلى المؤمن أن يقابل المصائب بصبر جميل، وبأمل كبير في تيسير الله وفرجه ونصره.[22]
3. تطمين لنفس النبي ﷺ وتذكيره بعناية الله به.[23]
4. بيان عناية الله  لرسوله ﷺ بلطف الله له وإزالة الغم والحرج عنه، وتفسير ما عسر عليه، وتشريف قدره لينفس عنه.[18]
5. تذكير الرسول بما يجب عليه بعد الفراغ من أمر الدعوة، ومقتضيات الجهاد، وذلك ببذل الجهد في عبادة أخرى بحيث لا يخلى وقتا من أوقاته منها متجها إلى ربه وحده بمسائله وحاجاته، قال تعالى: ﴿فَإِذَا فَرَغْتَ فَانْصَبْ ۝٧ وَإِلَى رَبِّكَ فَارْغَبْ ۝٨﴾ [الشرح:7–8].[9]

## تفسير سورة الشرح
جاء في صحيح مسلم عن شيبان بن فروخ عن حماد بن سلمة عن ثابت البناني عن أنس بن مالك أن: «رسول الله ﷺ، أتاه جبريل عليه السلام وهو يلعب مع الغلمان، فأخذه فصرعه، فشق عن قلبه، فاستخرج القلب، فاستخرج منه علقة، فقال: «هذا حظ الشيطان منك»، ثم غسله في طست من ذهب بماء زمزم، ثم لأمه، ثم أعاده في مكانه. وجاء الغلمان يسعون إلى أمه يعني ظئره(1)، فقالوا: «إن محمدًا قد قُتل»، فاستقبلوه وهو منتقع اللون»، وقال أنس: «وقد كنت أرى أثر ذلك المخيط في صدره». كما أورد الحاكم في المستدرك على الصحيحين في باب تفسير سورة الشرح، وابن حنبل في مسنده في «مسند أنس بن مالك».
وجاء في سنن الترمذي في كتاب «تفسير القرآن» في باب «ومن سورة ألم نشرح» عن محمد بن بشار عن محمد بن جعفر وابن أبي عدي عن «سعيد بن أبي عروبة» عن قتادة بن دعامة عن أنس بن مالك عن مالك بن صعصعة أن النبي محمد قال: «بينما أنا عند البيت بين النائم واليقظان، إذ سمعت قائلاً يقول: «أحد بين الثلاثة»، فأُتيتُ بطست من ذهب فيها ماء زمزم، فشرح صدري إلى كذا وكذا، قال قتادة قلت لأنس بن مالك: «ما يعني»، قال: إلى أسفل بطني فاستخرج قلبي، فغسل قلبي بماء زمزم، ثم أعيد مكانه، ثم حُشي إيمانًا وحكمة».
وقال الفخر الرازي في تفسيره لسورة الشرح في التفسير الكبير: «وفي شرح الصدر قولان؛ الأول: ما روي أن جبريل  أتاه وشق صدره وأخرج قلبه وغسله وأنقاه من المعاصي، ثم ملأه علمًا وإيمانًا ووضعه في صدره. واعلم أن القاضي طعن في هذه الرواية من وجوه؛ أحدها: أن الرواية أن هذه الواقعة إنما وقعت في حال صغره  وذلك من المعجزات، فلا يجوز أن تتقدم نبوته. وثانيها: أن تأثير الغسل في إزالة الأجسام، والمعاصي ليست بأجسام فلا يكون للغسل فيها أثر. ثالثها: أنه لا يصح أن يملأ القلب علمًا، بل الله تعالى يخلق فيه العلوم. والجواب عن الأول: أن تقديم المعجزة على زمان البعثة جائز عندنا، وذلك هو المسمى بالإرهاص، ومثله في حق الرسول  كثير. وأما الثاني والثالث: فلا يبعد أن يكون حصول ذلك الدم الأسود الذي غسلوه من قلب الرسول  علامة للقلب الذي يميل إلى المعاصي، ويحجم عن الطاعات، فإذا أزالوه عنه كان ذلك علامة لكون صاحبه مواظبًا على الطاعات محترزًا عن السيئات، فكان ذلك كالعلامة للملائكة على كون صاحبه معصومًا، وأيضا فلأن الله تعالى يفعل ما يشاء ويحكم ما يريد».

## المحتوى العام للسورة
الموضوع العام لسورة (الشرح)، هو موضوع السورة التي سبقتها (الضحى)، وهو الحديث عن شخصية النبي ﷺ، وما أمدَّه اللَّه به من نعم عظيمة، تستحق الحمد والشكر، ومن أهم ما احتوت عليه السورة من مواضيع:
1. ابتدأت سورة (الشرح) بالحديث عن نعم الله العديدة على عبده محمد ﷺ، وذلك بشرح صدره بالإيمان، وتنوير قلبه بالحكمة والعرفان، وغير ذلك من النعم.[9]
2. الحديث عن مكانة النبي ﷺ الجليلة، ومقامه الرفيع عند الله ، وتطهيره من الذنوب والأوزار.[3]
3. الحديث عن اليسر بعد العسر، وأن ما يصيب النبي صلوات الله وسلامه عليه من شدة، سيعقبها اليسر والفرج.[14]
4. أمره بالحديث عن أمر الله  بالمواظبة على العبادة والتفرغ لها بعد القيام بتبليغ الرسالة شكرا للَّه على ما أنعم عليه.[19]

### الناسخ والمنسوخ في السورة
قال ابن حزم الظاهري: جميعها محكم، وقال أبو القاسم المقري: "وَلَيْسَ فِيهَا نَاسخ وَلَا مَنْسُوخ".

## اللغة والبلاغة في السورة

### اللغة في السورة
﴿أَلَمْ نَشْرَحْ لَكَ صَدْرَكَ ۝١﴾: أي ألم نوسعه، ونجعله رحيبا بما أودعناه فيه من الحكم والعلوم؟! والاستفهام للتقرير، كأنه قيل: قد شرحنا لك صدرك.
﴿وَوَضَعْنَا عَنْكَ وِزْرَكَ ۝٢﴾: الوزر؛ الحمل الثقيل، أي: حططنا عنك حملك الثقيل الذي تلقيه عليك أعباء النبوة.
﴿الَّذِي أَنْقَضَ ظَهْرَكَ ۝٣﴾: (أنقض): أثقل، وفي المختار: «وأصل الإنقاض صوت مثل النقر» وقال أبو حيان: «وقال أهل اللغة: أنقض الحمل ظهر الناقة إذا سمعت له صريرا من شدّة الحمل وسمعت نقيض المرجل أي صريره.
﴿وَرَفَعْنَا لَكَ ذِكْرَكَ ۝٤﴾: أي رفع حيث قرن اسمه باسم الله  في كلمة الشهادة والأذان والإقامة، وصلى عليه هو وملائكته، وأمر المؤمنين بالصلاة عليه، وسمي رسول الله ونبي الله.
﴿فَإِنَّ مَعَ الْعُسْرِ يُسْرًا ۝٥﴾: أي ما تراه من الأذى فرج يأتي، وكرر تعالى ذلك مبالغة وتثبيتا للخير، فقال بعض الناس: المعنى إِنَّ مَعَ الْعُسْرِ يُسْراً في الدنيا، وإن مع العسر يسرا في الآخرة، وذهب كثير من العلماء إلى أن مع كل عسر يسرين بهذه الآية من حيث العسر معروف للعهد واليسر منكر، فالأول غير الثاني.
﴿فَإِذَا فَرَغْتَ فَانْصَبْ ۝٧﴾: أي فرغت من أداء الرسالة وتبليغ الناس بها، (فَانْصَبْ): أتعب في الدعاء والعبادة، وقوله تعالى: (فَارْغَبْ): تضرع وتوكل، واجعل رغبتك باللَّه في جميع شؤونك.

### البلاغة في السورة
تضمنت السورة الكريمة وجوهاً بلاغية كثيرة نوجز بعضاً منها فيما يلي:
1. الاستفهام التقريري للامتنان والتذكير بنعم الرحمن: وذلك في قوله : ﴿أَلَمْ نَشْرَحْ لَكَ صَدْرَكَ ۝١﴾ [الشرح:1].. الخ.[34]
2. إستعارة تمثيلية: وذلك في قوله : ﴿وَوَضَعْنَا عَنْكَ وِزْرَكَ ۝٢ الَّذِي أَنْقَضَ ظَهْرَكَ ۝٣﴾، استعارة تمثيلية، المراد منها عصمته ﷺ من الوزر حيث لا وزر، فشبّه حاله وهو ينوء تحت ما يتخيله وزراً، وليس بوزر بحال من آداه الحمل الثقيل وبرح به الجهد والحر اللافح، فهو يمشي مجهوداً مكدورا يكاد يسقط من ثقل ما ينوء بحمله، فوضع الوزر كناية عن عصمته وتطهيره ﷺ من دنس الأوزار، ونقول في إجراء هذه الاستعارة شبّه حاله بحال من آده الحمل وكلله العرق وبرح به الجهد حتى إذا انحطّ عنه الحمل تنفس الصعداء وانزاحت عنه الكروب والأهوال بجامع أن كلا منهما مجهود مكروب مما يحمل يتبرم به ويتذمر منه ويربو أن ينحطّ عن كاهله ثم استعير التركيب الدال على حال المشبّه به للمشبه على سبيل الاستعارة التمثيلية والقرينة حالية.[31]
3. مجاز عقلي: فإسناد (أنقض) إلى (الوزر) مجاز عقلي، وتعديته إلى الظهر تبع لتشبيه المشقة بالحمل، فالتركيب تمثيل لمتجشم المشاق الشديدة، بالحمولة المثقلة بالإجمال تثقيلا شديدا حتى يسمع لعظام ظهرها فرقعة وصرير، وهو تمثيل بديع لأنه تشبيه مركب قابل لتفريق التشبيه على أجزائه.[18]
4. إطناب بتكرير: وذلك في قوله : ﴿فَإِنَّ مَعَ الْعُسْرِ يُسْرًا ۝٥ إِنَّ مَعَ الْعُسْرِ يُسْرًا ۝٦﴾ [الشرح:5–6]، ففي الآيتين إطناب بتكرير الجملة، لتثبيت معناها في النفوس، وبما أن العسر معروف فهو مفرد، واليسر منكر فهو متعدد، أي مع كل عسر يسران، فالعسر الأول عين الثاني، واليسر تعدد.[19]
5. السجع المرصع مراعاة لرءوس الآيات: وذلك في قوله : ﴿فَإِذَا فَرَغْتَ فَانْصَبْ ۝٧ وَإِلَى رَبِّكَ فَارْغَبْ ۝٨﴾ [الشرح:7–8]، ومثلها: ﴿وَوَضَعْنَا عَنْكَ وِزْرَكَ ۝٢ الَّذِي أَنْقَضَ ظَهْرَكَ ۝٣﴾ وهو من المحسنات البديعية.[34]

## القراءات في السورة
(وِزْرَكَ، وذِكْرَكَ): ترقيق الراء فيهما لورش جليّ، واختاره الداني، وذهب كثير من أهل الأداء كالمهدوي وابن سفيان إلى التفخيم لمناسبة رؤوس الآي، والمأخوذ به لمن قرأ بما في التيسير ونظمه الأول.
﴿فَإِنَّ مَعَ الْعُسْرِ يُسْرًا ۝٥ إِنَّ مَعَ الْعُسْرِ يُسْرًا ۝٦﴾ [الشرح:5–6]: ضم السين في الكلمات الأربع أبو جعفر، وأسكنها غيره.

## الفوائد الفقهية في السورة
في سورة (الشرح) فائدة فقهية، وهي في قوله تعالى:﴿فَإِذَا فَرَغْتَ فَانْصَبْ ۝٧﴾ [الشرح:7].
قال ابن العربي: "اتفق المفسرون على أن معناها: إذا فرغت من الصلاة فانصب للأخرى بلا فتور ولا كسل، وقد اختلفوا في تعيينهما على أربعة أقوال:
- الأول إذا فرغت من الفرائض فتأهب لقيام الليل.
- الثاني: إذا فرغت من الصلاة فانصب للدعاء.
- الثالث: إذا فرغت من الجهاد فاعبد ربك.
- الرابع إذا فرغت من أمر دنياك فانصب لأمر آخرتك.[37]

## المؤلفات في السورة
1. مضامين تربوية مستنبطة من سورة الشرح وتطبيقاتها التربوية، للباحثة: إيمان إبراهيم محمد العمريطي، رسالة ماجستير في التربية الإسلامية والمقارنة، بجامعة أم القرى، كلية التربية، 1423هـ.
2. في سورة (الشرح) –دراسة بلاغية-، أحمد محمود عزو صالح، و أ. م. د. عبد الله فتحي الظاهر، مجلة آداب الرافدين، العدد (55)،2008م.
3. سورة الشرح –دراسة تحليلية لغوية دلالية-، د. أسماء عبد الكريم خليفة عبد القادر، المجلة الليبية العالمية، بجامعة بنغازي، العدد التاسع، سبتمبر 2016م.
4. المضامين النفسية المستنبطة من سورة الشرح وتطبيقاتها في الإرشاد المدرسي، د. يحيى محمد أبو جحجوح، مجلة الجامعة الإسلامية للدراسات التربوية والنفسية، المجلد (23)، العدد (2)، أبريل 2015م.
5. قراءة دلالية بمنطق تحليل الخطاب للفظة (الوزر) في سورة الانشراح، رباب موسى نعمة الصافي، مجلة أبحاث العلوم الإنسانية، المجلد الرابع، العدد (28)، 2020م.
6. اللف والنشر في سورة الشمس والليل والضحى والإنشراح –دراسة عن المحسنات المعنوية-، محمد حافظ، مجلة نيدوم الحق، المجلد الثاني، العدد (1)، مارس 2017م.

## وصلات خارجية
- سورة الشرح بقراءة مشاري بن راشد العفاسي
- سورة الشرح: تجويد-تفسير - موقع Altafsir.com